# GAK (EP)
Pour les articles homonymes, voir GAK.
Albums de Richard D. James
Selected Ambient Works Volume II
(mars 1994) Analogue Bubblebath 4 (EP)
(août 1994)
GAK est un EP de Richard D. James (alias Aphex Twin), publié en 1994 sous le pseudonyme de GAK.
Composé de quatre morceaux à l'origine, GAK est « étonnamment peu inspiré compte tenu de son [compositeur] » pour AllMusic.
Mixmag distingue "GAK 4", un morceau « à la production douce mais aussi un peu bizarre et particulière, à l'image de la personnalité de James ».
Les lettres GAK seraient les initiales de Guitar and Keyboard, un magasin de musique que Richard fréquentait un moment en Cornouailles.

## Liste des morceaux
| CD/Vinyle | CD/Vinyle | CD/Vinyle | CD/Vinyle | CD/Vinyle | CD/Vinyle | CD/Vinyle | CD/Vinyle | CD/Vinyle | CD/Vinyle |
| No        | Titre     | Durée     |           |           |           |           |           |           |           |
| --------- | --------- | --------- | --------- | --------- | --------- | --------- | --------- | --------- | --------- |
| 1/A1.     | GAK 1     | 6:35      |           |           |           |           |           |           |           |
| 2/A2.     | GAK 2     | 6:14      |           |           |           |           |           |           |           |
| 3/B1.     | GAK 3     | 5:22      |           |           |           |           |           |           |           |
| 4/B2.     | GAK 4     | 6:03      |           |           |           |           |           |           |           |
| 24:14     |           |           |           |           |           |           |           |           |           |

| 5. | gak police er,2 | 4:28 |
| 6. | gak bass,e,+2   | 3:29 |
| 7. | gak5 e,+3       | 1:37 |
| 8. | gak6 e,+3       | 5:25 |
| 9. | gak 7 e,+3      | 6:00 |